# Lomé
Lomé er hovedstad i Togo. I 2012 estimeredes det at der var 1,8 millioner indbyggere i hele hovedstadsregionen, (samt de 837.437 i det centrale Lomé).
Har givet navn til Lomé-aftalen indgået i 1975 mellem EF og en række afrikanske, caribiske og stillehavsstater.
I 1999 blev der underskrevet en fredsaftale for borgerkrigen i Sierra Leone i byen. Fredsaftalen blev dog ikke holdt og borgerkrigen fortsatte i to år mere.